# 켄타 (가수)
타카다켄타(일본어: 髙田健太, 1995년 1월 10일 ~ )는 일본 출생의 한국에서 활동중인 가수이다. 2017년 《프로듀스 101 제2기》에 참가하였으나 최종 24위로 탈락하였다. 2017년 9월, 《프로듀스 101 제2기》의 참가자였던 노태현, 상균, 용국, 권현빈, 김동한과 함께 보이 그룹 JBJ로도 데뷔했다. 2018년 10월, 멤버 상균과 함께 JBJ 95로 재데뷔했다.

## 학력
- 군마 현립 후지오카키타 고등학교

## 음악 작품

### OST
- "Wanna Be With You(With.뉴타운보이즈)" (2017, 파수꾼 OST)
- "우리 다시 사랑하자 (Love Again)" (2017, 무궁화 꽃이 피었습니다 OST)
- "너와 나의 다른점(Feat.이도훈)"(2017, 돌아온 복단지 OST Part 9)
- "그대가 날 부르면"(Feat.이도훈), "너를 부른다"(2017, 보그맘 OST Part 5)

## 출연

### 방송
| 연도   | 방송사  | 제목                         | 역할                                  |
| ------ | ------- | ---------------------------- | ------------------------------------- |
| 2017년 | Mnet    | 《프로듀스 101 제2기》       | 참가자                                |
| 2017년 | Mnet    | 《잘봐줘 JBJ》               |                                       |
| 2017년 | 채널A   | 《우리도 국가대표다》        |                                       |
| 2018년 | KBS 1TV | 《이웃집 찰스》              | 사례자                                |
| 2019년 | MBC     | 《미스터리 음악쇼 복면가왕》 | 떨어진 사과는 3초 안에 주워 먹자 뉴턴 |

### 영화
- 《아이돌레시피》 (2022년) - 레디 역

## 홍보대사
| 연도   | 경력                                  |
| ------ | ------------------------------------- |
| 2017년 | - 제2회 안양국제청소년영화제 홍보대사 |